# Hypamblys selkup
Hypamblys selkup là một loài tò vò trong họ Ichneumonidae.